# Machala
Machala é uma cidade no sudoeste do Equador, capital da província de El Oro. Situada perto do golfo de Guayaquil em planícies férteis. Tem uma população de 216.901 habitantes (estimativa de 2000).
Machala é um centro comercial para as indústrias circunvizinhas da agricultura. Há um comércio local grande de bananas, café e cacau. Possui uma universidade e serve como um ponto de escala para aqueles que se dirigem a Puerto Bolívar e às Ilhas Jambelí. Machala tem um pequeno aeroporto (identificador da posição do IATA: MCH).
A maioria de hotéis situa-se no centro da cidade.